# Världsungdomsspelen
For de internationale multi-sportsbegivenheder, se World Youth Games og Ungdomsolympiske lege
Världsungdomsspelen er Europas største ungdomsstævne i atletik.
Stævnet er åbne for alle fra 12 år til seniorer, har været afholdt hvert år siden 1996, og holdes på Ullevi i Gøteborg i juli måned. I løbet af tre dage gør omkring 3500 deltagere 7500 starter. De fleste deltagere er fra Sverige, men der er også mange deltagere fra andre nordiske lande og Europa. Næsten alle de svenske internationale stjerner har deltaget i dette stævne hvilket ses i rekordlisterne, hvor der findes navne som Carolina Klüft, Stefan Holm, Robert Kronberg, Alhaji Jeng, Patrick Kristiansson, Johan Wissman, Henrik Ingebrigtsen, Mustafa Mohamed, Susanna Kallur, Emma Green og Gerd Kanter. Otte danskere findes i rekordlisterne: Nicklas Hyde, Morten Jensen, Kim Juhl Christensen, Anders Møller, Andreas Martinsen, Andreas Trajkovski, Christina Scherwin og Stina Troest. 

## Ekstern henvisning
- Världsungdomsspelen webbplads Arkiveret 29. august 2011 hos  Wayback Machine

| Atletik | Spire Denne artikel om atletik er en spire som bør udbygges. Du er velkommen til at hjælpe Wikipedia ved at udvide den. |